# Tuvalu szigetei
Az óceániai szigetország, Tuvalu több mint 114 szigetből áll. Ezek kilenc körzetre vannak felosztva. 
A következő 3 korallzátony csak egy szigetből áll.
- Nanumanga (és még 4 kis sziget a lagúnák között)
- Niulakita
- Niutao (és még 3 kisebb sziget a lagúnák között)

A következő 6 atoll több szigetből áll:
- Funafuti (legalább 30 sziget)
- Nanumea (legalább 6 sziget)
- Nui (legalább 21 sziget)
- Nukufetau (legalább 33 sziget)
- Nukulaelae (legalább 15 sziget)
- Vaitupu (legalább 9 sziget)

A kilenc atoll legnagyobb szigetein, valamint Funafuti 2 nagy szigetén kívül legalább 11 lakott a szigetek közül.